# 伊集院須磨
伊集院 須磨（いじゅういん すま、文政4年（1821年）- 明治3年3月24日（1870年4月24日））は、薩摩藩主・島津斉彬の側室。出自は不明で、養父は薩摩藩士・伊集院兼珍。名は須満、寿満とも書く。
早くから斉彬に出仕し奉公したという。斉彬の寵愛を受け、篤之助、虎寿丸、暐姫、典姫、寧姫の二男三女を儲けた。また、篤姫の実子工作の際、幕府に篤姫実母として届けられた女性である。斉彬の遺言により、3枚の斉彬肖像写真のうち1枚が「侍女須磨」こと伊集院須磨に伝えられた。
晩年は娘・暐姫が難産のため若くして死去するなど不幸であった。暐姫の死の1年後、後を追うように死去した。享年50。神号は「和霊徳壽姫命」、墓所は斉彬の墓のある福昌寺跡ではなく、暐姫やその夫・島津忠義の墓が築かれた常安峰にある。

## 補注
1. ↑  「御祭祀提要」（『尚古集成館紀要』5号）参照
2. ↑  他の2枚のうち1枚は天璋院に、もう1枚は知鏡院（斉彬の妹・候姫）に贈られたとされている。現在尚古集成館蔵となっている斉彬の写真はこの時須磨が形見としてもらった物ではないかと推定されている。〔参考文献「島津家の古写真　最古写真発見の経緯」鹿島晃久（『1億人の昭和史』13　毎日新聞社所収）〕
3. ↑  前年に廃仏毀釈のために島津家は神道に改宗、よって戒名はない。
4. ↑  「御祭祀提要」（『尚古集成館紀要』5号）参照。ただし、『島津歴代略記』に掲載された1989年時点での墓所地図によると、常安峰に須磨の墓所は存在していない。